# 範氏細棘鉤鯰
範氏細棘鉤鯰，為輻鰭魚綱鯰形目甲鯰科的其中一種，為溫帶淡水魚，分布於南美洲委內瑞拉亞馬遜Ventuari河流域，體長可達4.2公分，棲息在底層水域，生活習性不明。